# Мраморский мраморный карьер
Мраморский мраморный карьер — месторождение мрамора, расположенное в 6 километрах от села Мраморского Полевского муниципального округа Свердловской области.

## История
История Мраморского карьера началась в XVIII веке: в 1730 году при поисках железных руд на Урале старателями Петром и Степаном Бабиным впервые были обнаружены выходы мрамора.
Добыча камня кустарными умельцами здесь началась в 1738 году. В 1810 году был основан Горнощитский мраморный завод, давший начало и селу, получившему позднее современное название Мраморское. Завод был основан по указу генерал-майора Якова Ивановича Данненберга, возглавлявшего экспедицию Канцелярии от строений, задачей которой был поиск драгоценных и поделочных камней на Урале.

Известный исследователь Петер Симон Паллас в своих трудах сообщал: 
Несколько далее от дороги, на болотистом бугре, находится сама ломальная мраморная яма. Необыкновенной величины столпы вынуты здесь для украшения в столичном городе императорских чертогов. Мрамор цветом сер, с многочисленными пятнами и прожилками.
При строительстве Санкт-Петербурга увеличился спрос на декоративный облицовочный камень. Именно тогда внимание было обращено на Мраморскую каменоломню. Вскоре отсюда стали поставлять мрамор для создания различных скульптур, отделки дворцов и особняков.
К 1858 году разведанные запасы мрамора были истощены, и Мраморский завод был ликвидирован, а местные умельцы занялись кустарным изготовлением мелких изделий.
На особенность Мраморского завода и селения в 1925 году в своем очерке «У мраморских кустарей» обратил внимание и писатель Павел Бажов:
Только один из заводов имеет свой особенный вид. Это Мраморский. Здесь все не так, как на других заводах. Своя жизнь, не похожая ни на заводскую, ни на деревенскую...
В настоящее время недропользователем карьера является компания «Уральский мрамор».